# Итака (Нью-Йорк)
И́така (англ. Ithaca [ˈɪθəkə], в честь греческого острова Итака) — город, расположенный на южном побережье озера Кейюга (англ. Cayuga lake), первого по длине и второго по площади озера из числа ледниковых озёр Фингер в центре штата Нью-Йорк.

## История
Город наиболее известен тем, что там находится Корнеллский университет, входящий в Лигу плюща, в котором учатся почти 20 000 студентов (большая часть из которых — в итакском кампусе).

## Демографические данные
По данным переписи 2000 года, в Итаке проживали 29 287 жителей, насчитывалось 10 287 домохозяйств и 2 962 семьи. Плотность населения — 2 071 человек на км² (5 360,9 человек на квадратную милю).

## Известные уроженцы, жители
Палмер Янг, Сара  (1830, Итака, штат Нью-Йорк, США —  1908) — американская полкова́я медсестра времён Гражданской войны.